# Citropsis angolensis
Citropsis angolensis är en vinruteväxtart som beskrevs av Arthur Wallis Exell. Citropsis angolensis ingår i släktet Citropsis och familjen vinruteväxter. Inga underarter finns listade i Catalogue of Life.